# Francina Díaz Mestre
Francina Díaz Mestre es una maniquí y empresaria española. Consiguió la popularidad como maniquí y modelo publicitaria en las décadas de 1960 y 1970 y más tarde el éxito le llegó como empresaria en el ámbito de la formación y representación de modelos.

## Inicios como maniquí
Francina nace en Albi (Francia) y a los nueve meses llega a Barcelona, su ciudad por vivencias y por convicción. A los 16 años y por azar, una clienta de su madre (modista de profesión) le hace darse cuenta de que puede aprovechar su físico y belleza para trabajar en el mundo de la moda. Ese fue el empujón que necesitaba para lanzarse a la aventura en el ámbito de la alta costura. Es así como se inicia trabajando de maniquí con el prestigioso creador Pedro Rodríguez. Fue él quien le dio durante dos años las bases para su futura carrera como maniquí profesional. A los 18 años accede a la casa de alta costura Santa Eulàlia de Barcelona, donde trabaja durante cuatro años y donde empieza su carrera como maniquí profesional desfilando para los más reconocidos modistos de alta costura y confección en España. A los 20 años se instala en París prestando su imagen a la firma Lanvin durante un año, convirtiéndose así en la primera modelo del país en internacionalizar su trabajo. Dos años más tarde prosigue su trayectoria internacional con los grandes creadores de moda del momento. Además, es elegida por la Cámara de la Moda (que velaba por los intereses industriales y creadores de España) para representarla en países como Japón, Bélgica y Francia. Más tarde viaja a Ginebra antes de volver a España y convertirse en la primera modelo freelance del país. Esto le permite poder diversificar sus trabajos y entrar en el mundo de la publicidad.

## Carrera como modelo publicitaria
Marçal Moliner la descubrió y le abrió el camino como modelo publicitaria. La imagen de Francina llega a todos los hogares españoles en campañas y spots publicitarios en televisión y prestigiosas revistas de moda. Durante esos años trabajó con expertos publicitarios como Leopoldo Pomés, Estudios Moro, Tessi, Xavier Miserachs, Gianni Ruggiero y Toni Bernad. Realizó campañas para Risk de Andrés Sardá y spots entre los que cabe citar La Lechera, Gallina Blanca, Camisas IKE, Tergal, Henkel Ibérica, Playtex, Loewe Joyería… En 1976 Francina pone fin a su carrera activa como modelo y se traslada a Italia, viviendo en Florencia y Milán.

## Francina detrás de las pasarelas
Ya de vuelta en Barcelona, en 1982 Francina decide transmitir sus conocimientos y experiencias profesionales en el ámbito de las pasarelas a futuras modelos del país y así surge Francina New Modeling School, donde emprende la difícil tarea de formar modelos. Algunas de ellas son: Judit Mascó, Mar Saura, Marta Español, Tammy, Raquel Rovira, Estel, Monica Van Campen o Carla Collado. 
La escuela se integró a la agencia, formando solo a las modelos representadas por Francina International Modeling Agency en el año 2004.
En 1983 lanza a sus alumnas y más tarde alumnos tanto a nivel nacional como internacional a través de su recién creada agencia de modelos Francina International Modeling Agency, convirtiéndose así en representante de modelos, además de colaborar en otras facetas de su interés como coreógrafa y montadora de desfiles entre los años 1984 y 1987. Desde entonces, Francina ha apostado por la representación de modelos españoles y tops internacionales. Algunos de los más reconocidos son: Fernanda Tavares, Tiiu Kuik, Jeisa Chiminazzo, Petra Kvapilova, María Reyes, Vanessa de Assis, Cintia Dicker, Cristina Guillén, Nicole Jonnel, Mike Nock, Jason y Laszlo entre muchos otros. 
En 1998 y en su búsqueda incansable de nuevos talentos, Francina decide crear Options by Francina Models Agency, departamento comercial especializado en jóvenes promesas de hoy y top models del mañana, nutriendo así a un mercado sediento de new faces.
En la actualidad Francina realiza tareas de management y representación de modelos en sus dos agencias, Francina y Options.

## Reconocimiento a su trayectoria
En el año 2006 Francina recibe el reconocimiento a una vida dedicada al mundo de la moda en la Edición de los Premios Abanico que otorga la AME (Asociación de Agencias de Modelos de España) siendo galardonada como Mejor Modelo Española de los Años 70. Además, es invitada por certámenes internacionales de modelos para ejercer de jurado y representar a España debido a su experiencia y conocimiento del sector, viajando a países como China, EE. UU., Francia, Italia, Canadá, México, Perú, Israel, Sudáfrica y Bélgica entre muchos otros.